# Cel Vermiste Personen
De Cel Vermiste Personen (Fr.: Cellule Personnes Disparues), tot 2001 de Nationale Cel Verdwijningen genoemd, is een onderdeel van de Belgische federale politie. De dienst houdt zich bezig met de opsporing van en het onderzoek naar onrustwekkende vermissingen en alle vermissingen van minderjarigen. De Cel is opgericht en in werking getreden tijdens de zaak-Dutroux. In de beginperiode was er veel negatief commentaar op de politie als geheel, omdat men vier van de zes slachtoffers van Marc Dutroux niet levend terugvond. Naarmate de tijd vorderde, veranderde dit beeld van de politie in het algemeen en van de Cel Vermiste Personen in het bijzonder; dit uitte zich onder meer in de zaak rondom de verdwijning van Nathalie Mahy en Stacy Lemmens.
Tussen de oprichting van de Cel in september 1995 en 30 juni 2010 werden er 16.510 dossiers door de Cel behandeld. Hiervan werden er 15.733 afgesloten, wat duidt op het terugvinden van de vermiste persoon; sinds 1995 werden er dus 777 mensen niet teruggevonden. Hoewel gevallen als de zaak-Dutroux, zaak-Janssen, de verdwijning van Nathalie Mahy en Stacy Lemmens en de verdwijning van Madeleine McCann veel publiciteit genereren, is er slechts in minder dan een procent van de gevallen sprake van een crimineel feit.
In 2007 was de Cel onderwerp van de film Vermist en de televisieserie die erop volgde. In 2010 bracht het hoofd van de Cel, Alain Remue, naar aanleiding van het vijftienjarig bestaan van de Cel het boek Zeg nooit nooit uit. Dit is een bundeling van verhalen van de leden van de cel en getuigenissen van ouders van vermiste kinderen.
In september 2025 wordt commissaris Alain Remue, pensioengerechtigd, opgevolgd door Gerry Van Loock.

## De Cel

### Plaats in politieorganisatie
De Cel Vermiste Personen vindt zijn oorsprong in de jaren 60, een tijd waarin er een grote stijging wordt waargenomen in het aantal ernstige criminele fenomenen als roofovervallen, drugssmokkel en -gebruik en terrorisme. De toenmalige Rijkswacht reageerde hier onder andere op met de oprichting van het Centraal Bureau voor Opsporingen (CBO). Deze afdeling kreeg in 1995 van de regering de opdracht een nationale Cel op te richten gericht op de opsporing van vermiste personen. De medewerkers van de Cel waren in eerste instantie vijf rijkswachters gerekruteerd vanuit de Cel Zeden van het CBO. Tegenwoordig bestaat het team uit vijftien à zestien mensen. Omdat de Cel over heel België opereert, zijn alle leden van de Cel tweetalig.
Sinds de politiehervorming van 2001 vormt de Cel Vermiste Personen met de Cel Geweld – verantwoordelijk voor de opvolging van moorden en zedenzaken – de dienst Agressie. Samen met drie andere onderdelen, zijnde Mensenhandel, Drugs en Terrorisme/Sekten, vormt deze dienst het deel van de politie verantwoordelijk voor de bestrijding van criminaliteit tegen personen. De Cel krijgt de opdracht van partijen als lokale politiediensten, lokale recherche, de federale gerechtelijke politie, onderzoeksrechters en parket-magistraten. Deze partijen ontvangen een verdwijningsaangifte en vragen aan de Cel Vermiste Personen om tussen te komen in het onderzoek. De Cel is vragende partij betreffende systematische dreggingsacties in de Belgische binnenwateren, die door de Cel gecoördineerd worden. Bij deze acties wordt gezocht naar autowrakken in het water, waarin soms ook het lichaam van een vermiste wordt gevonden. De Cel wil deze acties zo vaak mogelijk organiseren, maar omdat het een arbeidsintensief proces is, kan dit vanwege de kosten niet altijd doorgang vinden.

### Taken
De Cel Vermiste Personen wordt dikwijls verward met het in een samenwerking tussen de Belgische overheid en de Koning Boudewijnstichting in maart 1998 opgerichte Child Focus. Het verschil is dat de Cel een politiedienst is "met alle bevoegdheden, verantwoordelijkheden en middelen die daarmee samengaan"; Child Focus is een stichting van openbaar nut die deels door de overheid (via de Nationale Loterij) en deels door privésponsors wordt gefinancierd. Child Focus ondersteunt – in samenwerking met de dienst slachtofferbejegening van de politie – de families van vermiste kinderen in psychologische, emotionele en praktische zin, sluist aangiften en informatie door naar de politie die zij krijgt via hun algemeen telefoonnummer en verspreidt affiches met een oproep een vermist kind te helpen vinden.
De taken voor de Cel Vermiste Personen zijn als volgt:
- het instaan voor de coördinatie van alle opsporingsinspanningen, zowel op politioneel als op niet-politioneel gebied;

Deze coördinatie slaat vooral op de communicatie met enerzijds partners als Child Focus of de lokale politiediensten en anderzijds de organisatie en leiding van grootschalige zoekacties.
- ondersteuning van de onderzoekende politiedienst op het terrein door de verlening van bijstand en hulp in de meest ruime zin;

De steun die kan worden geboden bestaat bijvoorbeeld uit het geven van advies aan de politiediensten die rechtstreeks met een verdwijning geconfronteerd worden. Verder regelt de Cel ook de inzet van middelen bij zoekacties; het gaat hierbij doorgaans om middelen die lokaal niet beschikbaar zijn, zoals helikopters, speurhonden of duikers. Ten slotte worden ook de contacten geregeld bij de verspreiding van opsporingsberichten aan de media.
- verwerving van expertise over het fenomeen en de aanpak ervan en dit ter beschikking stellen van alle betrokken autoriteiten en diensten.

De Cel is door zijn ervaring met verdwijningszaken bekend met diverse fenomenen op dit gebied. Er worden lessen getrokken uit beslissingen of voorbije zoekacties en men is op de hoogte van de technieken en procedures die er bestaan in andere landen.
Kort samengevat is de Cel enkel verantwoordelijk voor de opsporing van de vermiste en de bijbehorende maatregelen die daarbij moeten worden genomen. Zodra een persoon dood of levend wordt teruggevonden of een eerder ongeïdentificeerd lijk alsnog wordt geïdentificeerd als dat van een vermiste gevonden is, wordt voor de Cel het dossier afgesloten. Het eventuele strafrechtelijke deel van het onderzoek ligt in handen van andere politiediensten.

### Werkwijze
Wanneer de Cel wordt ingelicht over een verdwijning, wordt er eerst een profiel opgemaakt van de vermiste – door het nagaan van gewoontes, karakter, omstandigheden die een aanleiding kunnen zijn voor de verdwijning, het nagaan van een gsm-signaal en het bekijken van een computer of laptop, et cetera. Daarna wordt het onrustwekkende karakter van de verdwijning ingeschat, dit aan de hand van zes criteria zoals vastgelegd in een ministeriële richtlijn betreffende de opsporing van vermiste personen, gedateerd op 20 februari 2002. Een verdwijning is onrustwekkend wanneer:
1. de vermiste jonger is dan dertien jaar;
2. de vermiste een mentale of fysieke handicap heeft;
3. de vermiste medicatie nodig heeft;
4. als er aanwijzingen zijn dat de vermiste in een levensbedreigende situatie zit;
5. als er aanwijzingen zijn dat de vermiste zich bevindt in het gezelschap van derden die zijn welzijn kunnen bedreigen of dat hij mogelijk het slachtoffer is van een misdrijf;
6. als de verdwijning in totale tegenstelling is met het normale gedrag van de vermiste.

Een verdwijning is onrustwekkend wanneer er voldaan wordt aan een van bovengenoemde criteria. Overigens worden deze criteria gezien als objectief en kan ook een verdwijning die aan geen enkele van deze criteria voldoet, onrustwekkend zijn. Verder wordt er informatie gewonnen over de plaats waar de vermiste met zekerheid fysiek werd gezien (Point Last Seen, of PLS) en de plaats waarvan er wordt vermoed dat de vermiste er geweest is (Last Know Position, of LKP). Aan de hand van de verzamelde informatie worden diverse hypothesen opgesteld, bijvoorbeeld of iemand van plan is zelfmoord te plegen of op een andere manier vrijwillig is verdwenen, is ontvoerd door iemand anders of betrokken is geraakt in een ongeluk. De filosofie van de Cel, zoals die geldt wanneer men aan een onderzoek begint, kan worden samengevat in drie basisregels, namelijk:
1. elke zaak is verschillend, dus routinematig denken is uit den boze;
2. de eerste vierentwintig uren zijn cruciaal, omdat de sporen dan nog vers zijn, de getuigenissen nog vrij accuraat en de kans veel groter is dat de vermiste levend wordt teruggevonden;
3. geen enkele hypothese mag worden uitgesloten (Zeg nooit nooit!).

## Geschiedenis, heden en toekomst

### Aanleiding
Na de ontvoering van Julie Lejeune en Mélissa Russo in juni 1995 en van An Marchal en Eefje Lambrecks in augustus van datzelfde jaar, ontstond door druk van de Belgische bevolking bij de Belgische federale regering de behoefte aan een overkoepelende steundienst gericht op het onderzoek naar verdwijningen. Uiteindelijk was het Stefaan De Clerck, minister van Justitie binnen de toenmalige Regering-Dehaene II, die de rijkswacht de opdracht gaf een nationale Cel Vermiste Personen op te richten. Na een onvoorzichtigheid bij de ontvoering van Leatitia Delhez in augustus 1996 wordt de zesvoudige ontvoeringszaak opgelost; slechts twee meisjes – Delhez en de eerder ontvoerde Sabine Dardenne – worden levend teruggevonden. In juni 2004 wordt Marc Dutroux veroordeeld tot een levenslange gevangenisstraf en tien jaar terbeschikkingstelling van de regering. Ook zijn drie handlangers – onder wie zijn echtgenote – worden veroordeeld naar aanleiding van dit dossier.

### Oprichting
Eind augustus, begin september 1995 werd een actieplan geschreven voor de nieuw op te richten dienst – onder druk van het kabinet, die snel resultaat wilde zien. Op 3 september werd het actieplan ingediend bij het kabinet, een dag later werd het akkoord gegeven – de oprichting van de Nationale Cel Verdwijningen, met Alain Remue aan het hoofd, was een feit. De Cel heeft in de beginperiode veel kritiek gekregen vanuit de Belgische bevolking vanwege de zaak-Dutroux en het parlementaire onderzoek onder leiding van Marc Verwilghen dat erop volgde. Hierin was de overtuiging dat "de rijkswacht, of het CBO, of de Cel (want dat was voor die mensen allemaal één pot nat), moedwillig Dutroux hadden laten doen tot de zaak groot genoeg was om dan in alle glorie met de oplossing naar buiten te komen". Ook onderzoekers van de Cel werden individueel bepaalde zaken ten laste gelegd, onder meer het achterhouden van informatie. Volgens de Cel ging de commissie ervan uit dat er fouten waren gemaakt, in plaats van objectief te onderzoeken of dat ook daadwerkelijk het geval was. De kritiek na de zaak-Dutroux op de politie stond in schril contrast met de lof die de Belgische politie in het algemeen en de Cel in het bijzonder kreeg na de vondst van de lichamen van Nathalie Mahy en Stacy Lemmens. Dit omdat er ruim twee weken bijna onafgebroken was gezocht naar de meisjes en zelfs herhaaldelijk is gezocht op plaatsen waar eerder niets gevonden was.

### Gevolgen van de oprichting
De oprichting van de Cel Vermiste Personen heeft een aantal positieve gevolgen gehad, namelijk:
- Ten eerste gezorgd voor een mentaliteitswijziging bij de Belgische politie. Nu wordt er bij een verdwijning sneller actie ondernomen, omdat men zich ervan bewust is geworden dat de eerste vierentwintig uur cruciaal zijn.
- Ten tweede zorgde de oprichting van de Cel voor een centralisatie van expertise en informatie betreffende verdwijningen in één onderdeel binnen de politieorganisatie. Alle verdwijningszaken worden nu door één dienst bekeken, in plaats van door de aparte lokale politiediensten, waardoor men eerder overeenkomsten tussen verschillende verdwijningszaken zal opmerken.
- Ten derde kan er door de centralisatie van de verdwijningszaken sneller en eenvoudiger een beroep worden gedaan op ondersteunende politiediensten, zoals luchtsteun en hulp van het Disaster Victim Identification-team.
- Ten slotte kent het onderzoek naar verdwijningen nu ook een sterkere internationale dimensie. Zo is er in Missing Persons Noordzee een samenwerkingsverband ontstaan tussen de landen rond de Noordzee, om zo bijvoorbeeld eenvoudiger te kunnen samenwerken bij vermisten op zee. Verder wordt er ook informatie beschikbaar gesteld via Interpol, heeft de Cel zijn expertise al gedeeld met politiediensten in onder andere Nederland, Frankrijk, Ierland, Griekenland en Hongarije en is er regelmatig contact met verbindingsofficieren in alle lidstaten van de Europese Unie.

### Toekomst
Zaken die in de toekomst nog kunnen worden verbeterd, zijn:
- Nationaal ontbreekt een databank waarin het DNA van vermiste personen kan worden vergeleken met het DNA van stoffelijke overschotten.
- De internationale samenwerking via Interpol en de Europese Unie moet nog verder versterkt worden. De Cel maakt regelmatig een dossier op voor Interpol, maar dit wordt door andere landen doorgaans niet opgepikt. Hierdoor is het mogelijk dat in België als vermist geregistreerde personen ongeïdentificeerd zijn begraven in Italië. Een mogelijke oplossing zou kunnen zijn dat elke EU-lidstaat een Cel Vermiste Personen opricht, waardoor een samenwerking wordt vergemakkelijkt. Le modèle Belge wordt in Europa geprezen, maar concreet is er tot op heden niets mee gedaan.

## Cijfers

### Redenen voor verdwijningen
In het overgrote deel van de verdwijningen is er sprake van "een vrijwillig vertrek, of zelfdoding, of alzheimer, of een ongeval, of een natuurlijk overlijden, of een misverstand, of een banaliteit". Slechts in 0,9 procent van de gevallen is er sprake van een crimineel feit, waardoor de verdwijning zou kunnen worden gelinkt aan ontvoering, verkrachting, moord of een ander geweldsdelict. In een dergelijk geval is naast het profiel van de vermiste ook het profiel van de dader van belang, evenals zijn modus operandi.

### Dossiers
Tussen de oprichting van de Cel en 30 juni 2010 werden er 16.510 dossiers door de Cel behandeld – dit is inclusief enkele cold cases van vóór 1995. Hieruit kan worden geconcludeerd dat er elk jaar meer dan duizend mensen onrustwekkend verdwijnen en de Cel dagelijks gemiddeld drie onrustwekkende verdwijningen onderzoekt. Van de 16.510 vermiste personen werden er 15.733 dood of levend teruggevonden, waarmee 95% van de dossiers werd afgesloten. Verder kan worden geconcludeerd dat gemiddeld één op de tien (een percentage dat schommelt tussen de negen en dertien procent) vermiste personen dood wordt teruggevonden, meestal als gevolg van zelfdoding (65%) of een ongeval (17%); slechts 8,5% komt om door een gewelddaad.
Sinds 1995 werden er dus 777 mensen niet teruggevonden. Binnen deze cold cases zijn er gevallen waarbij het op basis van verschillende elementen – bijvoorbeeld een afscheidsbrief, een verleden van zware depressiviteit, een gezonken boot op zee, et cetera – er een sterk vermoeden is dat de betreffende persoon overleden is, maar dat dit nog niet bevestigd is in de vorm van een gevonden lichaam. Een tweede deel van de vermisten is moeilijk op te sporen, omdat ze zich bijvoorbeeld onder een andere identiteit in het buitenland schuil houden. Een derde soort van openstaande dossiers zijn de actuele dossiers waarbij het onderzoek nog aan de gang is. Dossiers blijven openstaan bij de Cel totdat de vermiste dood of levend wordt teruggevonden.
Het oudste dossier bekend bij de Cel is dat van Maddy Hollanders, die in 1976 in Antwerpen verdween. Het oudste opgeloste dossier is dat van Lisette Vrielynck te Gent. De vrouw belandde met haar wagen in kanaal Gent-Oostende op 21 maart 1981 en het wrak werd in juni 2011 terug gevonden tijdens een grote schoonmaakactie. In september 2011 gaf een DNA-test uitsluitsel over de identiteit van het slachtoffer. Hierdoor is het dossier het langstlopende opgeloste dossier van België.
Andere bekende dossiers waarin de Cel Vermiste Personen zijn medewerking heeft verleend, zijn naast de zaak-Dutroux ook de zaak-Janssen, de verdwijning van Nathalie Mahy en Stacy Lemmens, de verdwijning van Liam Vanden Branden en de verdwijning van Madeleine McCann.

## In de media
In oktober 2007 kwam de film Vermist uit in de Vlaamse bioscopen. De thriller, geregisseerd door Jan Verheyen naar een scenario van Bas Adriaensen, Philippe De Schepper en Matt Witten, gaat over de Cel Vermiste Personen en de verdwijningszaken die zij behandelen. Het was tevens de pilotaflevering voor de televisieserie Vermist. De hoofdrollen binnen het fictieproject zijn weggelegd voor Koen De Bouw, Joke Devynck, Kevin Janssens, Stan Van Samang, Cathérine Kools en Axel Daeseleire. Film en serie zijn niet geheel waarheidsgetrouw: in werkelijkheid heeft de Cel meer een ondersteunende en expertise functie ten opzichte van andere politiediensten. Voor de serie werd de Cel echter omgevormd tot een eerstelijnsdienst die tevens de verhoren en het politieonderzoek naar de verdwijning voor zijn rekening neemt; dit omwille van het dramatische effect. Volgens Alain Remue ziet de Cel in de serie er een stuk moderner uit dan in het echte leven het geval is. Bovendien kleden de inspecteurs in de serie zich doorgaans ook chiquer in vergelijking met de echte Cel. De Cel voorziet de makers van de serie wel van technisch advies. Naar aanleiding van de grote media-aandacht door de televisieserie, is Alain Remue lezingen gaan geven om mensen een blik te geven achter de schermen van de Cel. In 2008 werd de Cel al een week gevolgd tijdens de werkzaamheden voor het VTM-programma Telefacts Crime.
Naar aanleiding van het vijftienjarig bestaan van de Cel in 2010, schreven Alain Remue en Wim De Bock het boek Zeg nooit nooit (Fr.: Ne jamais dire jamais) – naar de leus van de Cel – over het ontstaan van en de ontwikkelingen binnen deze politiedienst. Het boek is een bundeling van verhalen van en interviews met de leden van de Cel, alsmede getuigenissen van ouders van vermiste kinderen. De opbrengst van het boek gaat naar een goed doel.
Alain Remue, hoofd van de Cel sinds de oprichting in 1995, werd in 2005 beloond met de Vergeet-me-niet Award. Remue kreeg de prijs – in het leven geroepen door het programma TROS Vermist – "omdat hij zich als hoofd van de Cel Vermiste Personen van de Belgische Federale Politie buitengewoon verdienstelijk heeft gemaakt voor de opsporing van vermiste kinderen". Remue "staat bekend als een gedreven speurder, die dag en nacht in touw is om de verdwenen of ontvoerde personen terug te vinden" en men beschrijft zijn rol binnen de Cel als "een coördinerende, sturende, maar bovenal inspirerende rol".
In 2020 en 2023 werd op VRT 1 een documentairereeks De Cel Vermiste Personen uitgezonden. Fatma Taspinar volgde en interviewde het team.